# Corail hermatypique
Un corail hermatypique (du grec hermat- qui veut dire « écueil, récif » ; et typo- qui veut dire « forme ») est un corail qui participe à la construction des récifs coralliens. Par extension, il est une espèce de corail qui vit en symbiose avec l'algue dinoflagellée appelée zooxanthelle.